# Lev Manovich
Lev Manovich   (Moscou i Estats Units d'Amèrica, 1960) és autor de llibres que tracten la teoria de nous mitjans, professor d'informàtica a la City University of New York, Graduate Center, als Estats Units i professor visitant a l'European Graduate School a Saas-Fee, Suïssa. La recerca i l'ensenyament de Manovich se centra en les humanitats digitals, la informàtica social, l'art i la teoria dels nous mitjans i els estudis de programari.
Una de les seves obres, El llenguatge dels nous mitjans de comunicació: la imatge en l'era digital, va ser traduïda a tretze idiomes. El seu últim llibre acadèmic és El programari pren el comandament i va ser publicat al 2013 per Bloomsbury, i l'esborrany anterior va ser publicat sota una llicència de Creative Commons.
El seu laboratori d'investigació, Cultural Analytics Lab (anomenat Software Studies Initiative 2007-2016), va ser descrit en un comunicat de premsa associat com el primer intent d'anàlisi computacional de col·leccions massives d'imatges i vídeo (analítica cultural). El seu laboratori va ser l'encarregat de crear visualitzacions de conjunts de datasets culturals per Google, la New York Public Library i el Museu d'Art Modern de Nova York (MoMA).

## Biografia
Manovich va néixer a Moscou, URSS, on va estudiar pintura, arquitectura, informàtica i semiòtica. Després de diversos anys estudiant Belles arts, es va traslladar a Nova York l'any 1981. Els seus interessos van passar de la imatge fixa i l'espai físic 3D a l'espai virtual, les imatges en moviment i l'ús de computadores en els mitjans. Durant la seva estada a Nova York va rebre un mestratge en Psicologia Experimental (NYU, 1988) i, a més, va treballar professionalment en animació per computadora 3D des del 1984 fins al 1992. Després va rebre el doctorat en Estudis Visuals i Culturals de la Universitat de Rochester (1993), sota la supervisió de Mieke Bal. La seva dissertació del doctorat, L'enginyeria de la visió des del constructivisme a les computadores, segueix els orígens dels mitjans informàtics, relacionant-los amb l'Avantguardisme de la dècada del 1920.
Manovich ha estat treballant amb mitjans informàtics com a artista, animador informàtic, dissenyador i programador des del 1984. Els seus projectes artístics inclouen Little Movies, el primer projecte de pel·lícula digital dissenyat per a la Web (1994-1997), Freud-Lissitzky Navigator, un programari conceptual per a navegar en la història del segle XX (1999), i Anna i Andy, una novel·la de transmissió (2000). També és conegut pels seus interessants articles, que inclouen "Nous mitjans de Borges a HTML" (2001) i "Base de dades com a forma simbòlica" (1998). En aquest últim article explica les raons darrere de la popularitat de les bases de dades, mentre que les juxtaposa a conceptes tals com els algorismes i la narrativa. Les seves obres han estat incloses en moltes exhibicions internacionals clau sobre l'art dels nous mitjans. L'any 2002 l'ICA va presentar la seva mini-retrospectiva sota el títol de Lev Manovich: Adventures of Digital Cinema.
Manovich ha estat ensenyant art de nous mitjans des de 1992. També ha estat professor visitant a l'Institut d'Arts de Califòrnia, UCLA, a la Universitat d'Amsterdam, la Universitat d'Estocolm i la Universitat d'Art i Disseny de Hèlsinki. L'any 1993, els estudiants de les seves classes de realització de pel·lícules digitals a la UCLA Lab for New Media van fundar la Post-Cinematic Society, que va organitzar alguns dels primers festivals de pel·lícules digitals basades en les seves idees sobre nous mitjans com el cinema de bases de dades.
L'any 2007 Manovich va fundar el Research Lab Software Studies Initiative, que treballa sota el nom de Cultural Analytics Lab des de 2016.
El 8 de novembre de 2012, es va anunciar que Lev Manovich s'uniria a la facultat del Graduate Center de la City University of New York el gener de 2013, amb l'objectiu de millorar les iniciatives digitals de les escoles de postgrau.

## Projectes i Llibres seleccionats

### El llenguatge dels nous mitjans de comunicació: la imatge en l'era digital
El seu llibre, The Language of New Media (2001), cobreix molts aspectes del programari cultural: per exemple, identifica diverses eines o processos clau (els anomena 'operacions') que sustenten el programari comercial, des del processament de textos fins als programes d'edició de video. Aquests inclouen les convencions de copiar tallar, enganxar, copiar, etc. Els extractes que hem seleccionat ressalten aspectes "nous" dels nous mitjans amb els quals Manovich s'ocupa. Sovint li preocupa la cultura visual i especialment amb la imatge en moviment, per la qual cosa les primeres seccions, "La base de dades" i "Base de dades i algorisme", exploren les diferents formes en què les computadores emmagatzemen i manipulen la informació (aquí, per exemple, filmacions d'imatge en moviment). Ell compara això amb les tècniques tradicionals de manipulació i edició de material de pel·lícula. L'extracte de 'Espai navegable' també s'ocupa de la imatge en moviment, però aquesta és la imatge en moviment com un mapatge o modelatge de l'espai virtual. Des de 'fly-throughs' arquitectònic als viscerals i violents plaers d'explorar els passadissos del videojoc Doom, l'espai virtual es discuteix com una nova forma cultural significativa que es basa en la cultura visual i cinematogràfica predigital.
En "Nous mitjans de Borges a HTML" (2001), Manovich descriu les vuit definicions de "nous mitjans":
1. Nous mitjans versus cibercultura
2. Nous mitjans com a tecnologia informàtica utilitzada com a plataforma de distribució
3. Nous mitjans com a dades digitals controlades per programari
4. Els nous mitjans com la mescla entre les convencions culturals existents i les convencions de programari
5. Els nous mitjans com l'estètica que acompanya a l'etapa inicial de cada nou mitjà modern i tecnologia de la comunicació
6. Nous mitjans com a execució més ràpids d'algorismes executats prèviament manualment o a través d'altres tecnologies
7. Els nous mitjans com la codificació de l'avantguarda modernista; Nous mitjans com Metamedia
8. Els nous mitjans com a articulació paral·lela d'idees similars en l'art de la postguerra i la informàtica moderna

### Soft Cinema: Navigating the Database
El seu projecte d'art digital Soft Cinema va ser encarregat per ZKM per a l'exposició Future Cinema (2002-03); viatjant a Hèlsinki, Finlàndia, i Tòquio (Japó) a l'abril de 2003. "Encara que les pel·lícules s'assemblen als gèneres familiars del cinema, el procés pel qual van ser creades demostra les possibilitats del cinema soft(ware). Un "cinema" en el qual la subjectivitat humana i les eleccions variables fetes pel programari personalitzat es combinen per crear pel·lícules que poden executar-se infinitament sense repetir exactament les mateixes seqüències d'imatges, dissenys de pantalla i narratives. Cada execució de Soft Cinema ofereix una experiència de visualització única per al públic; el programari treballa amb un conjunt de paràmetres que permeten que gairebé cada part d'una pel·lícula canviï".
Els projectes de Soft Cinema extreuen les possibilitats creatives en la intersecció de la cultura del programari, el cinema i l'arquitectura. Les seves manifestacions inclouen pel·lícules, visualització dinàmica, instal·lacions controlades per computadora, dissenys arquitectònics, catàlegs impresos i DVDS.

### El programari pren el comandament
Un altre llibre, Software Takes Command va ser publicat al 2013 per Bloomsbury Academic. És part de la sèrie International Texts in Critical Media Aesthetics, fundada per l'editor de la sèrie Francisco J. Ricardo.

### Instagram i la imatge contemporània
L'últim llibre de Manovich és Instagram and Contemporary Image (2017) publicat sota una llicència de Creative Commons. Al 2018 va ser traduït al japonès i publicat en una edició especial amb contribucions de nou autors japonesos.

## Llibres
- Tekstura: Russian Essays on Visual Culture, editor, junto con Alla Efimova (Chicago: University of Chicago Press, 1993).
- Info Aesthetics, un libro/sitio web semi-abierto en proceso. El proyecto empezó en agosto de 2000, última actualización Octubre 2001.
- Metamediji (en Serbio) (Belgrade: Center for Contemporary Arts: 2001).
- Soft Cinema, con contribuciones por Andreas Angelidakis, Jason Danziger, Andreas Kratky, y Ruth M. Lorenz (Karlsruhe: ZKM Center for Art and Media Karlsruhe, 2002).
- The Language of New Media (Cambridge, Massachusetts: MIT Press, 2001).
- Black Box - White Cube (en alemany) (Berlin: Merve Verlag, 2005).
- Soft Cinema: Navigating the Database, together with Andreas Kratky (Cambridge, Massachusetts: MIT Press, 2005).
- Software Culture (en Italiano) (Milano: Edizioni Olivares, 2010).
- El Software toma el mando (Nova York: Bloomsbury Academic, 2013).
- The Illusions (Cambridge, Massachusetts: MIT Press, 2014).
- Data Drift: Archiving Media and Data Art in the 21st Century, editor, together with Rasa Smite and Raitis Smits (Riga: RIXC, LiepU MPLab, 2015).
- Instagram and Contemporary Image (New York, 2017).
- Theories of Software Cultures (en rus) (Nizhny Novgorod: Krasnaya Lastochka, 2017).
- Instagram and Contemporary Image (in Japanese), with contributions by Kiritorimederu, Akihiro Kubota, Yoshiaki Kai, Kouichiro Shibao, Junya Tsutsui, Kosuke Nagata, Barbora, Osamu Maekawa, Nobuhiro Masuda (Tokyo: BNN, 2018).
- AI Aesthetics. Moscow: Strelka Press, 2018.